# Blue Sox de Bet Shemesh
Les Blue Sox de Bet Shemesh étaient une équipe de la Ligue israélienne de baseball en 2007.
Ils sont les premiers et seuls tenants du titre de la Ligue israélienne de baseball (IBL).
Représentants de la ville de Bet Shemesh, qui ne possédait pas de stade de baseball, les Blue Sox jouent leurs matchs locaux au Gezer Field, dans le kibboutz de Gezer, un terrain partagé avec le Miracle de Modi'in.

## Histoire
Les Blue Sox sont l'une des 6 équipes qui composent la Ligue israélienne de baseball, qui ne joue qu'une seule saison, en 2007. 
Les Blue Sox sont en 2007 la meilleure équipe de l'IBL, avec une fiche en saison régulière de 29 victoires et 12 défaites. Ils occupent le premier rang de la ligue durant l'entière saison et remportent le titre de la ligue après avoir éliminé les Tigers de Netanya par une victoire de 6-3 en demi-finale, puis blanchi 3-0 en finale le Miracle de Modi'in. Ron Blomberg, un ancien joueur de la Ligue majeure de baseball, dirige les Blue Sox ; il s'absente pendant trois semaines en cours de saison et est remplacé temporairement par le joueur-entraîneur Eric Holtz, avant de réintégrer le club et le mener au titre.
Au cours de cette saison inaugurale, quelques joueurs des Blue Sox se distinguent. L'arrêt-court des Blue Sox Gregg Raymundo partage avec Eladio Rodriguez, du club de Modi'in, le prix Hank Greenberg du meilleur joueur de la saison 2007. Jason Rees partage avec Josh Doane du club de Netanya le prix du meilleur joueur de champ extérieur défensif, en plus de briller en offensive avec 17 circuits, le meilleur total de la ligue. Juan Feliciano, des Blue Sox, est nommé meilleur lanceur de la saison.